# Pierre David (1872-1948)
Pour les articles homonymes, voir Pierre David et David.
Le chevalier Pierre Hubert Joseph Marie David, né le 9 novembre 1872 à Stavelot et y décédé le 7 août 1948, fut un homme politique belge, membre du parti catholique.

## Biographie
Pierre Hubert Joseph Marie David est le fils de Jean Pierre François Joseph David, bourgmestre de Stavelot, et de Léonie de Neuville. Il est le petit-fils de Pierre David (1795-1848) et le beau-frère d'Adrien de Montpellier de Vedrin. Gendre du baron Dieudonné Alfred Ancion-Jamar, il est le grand-père de François-Xavier Nève de Mévergnies.
Docteur en droit et sciences sociales (ULg), il devient avocat.
Il fut conseiller communal (1911), puis échevin (1912) et bourgmestre (1921-1926) de Stavelot. Il fut élu député de l'arrondissement de Verviers (1919-1936) et comme sénateur coopté (1939-1946), il fut également questeur du Sénat.
Il fut créé chevalier en 1934.

## Ouvrages
- L'assurance contre le chômage en Suisse, Liege, 1903.

## Sources
- Paul VAN MOLLE, Het Belgisch parlement, 1894-1972, Antwerpen, 1972.
- Jean-Luc DE PAEPE & RAINDORF-GERARD, Le Parlement belge 1831-1894. Données biographiques, Brussel, 1996
- Oscar COOMANS DE BRACHÈNE, État présent de la noblesse belge, Annuaire 1987, Brussel, 1987.